# Guerreiros do Sol
Guerreiros do Sol (título en español: Guerreros del Sol) es una telenovela brasileña producida por Estúdios Globo que se estrenó a través de Globoplay el 11 de junio de 2025. Desarrollada por George Moura y Sergio Goldenberg, la telenovela fue dirigida por Rogério Gomes y está protagonizada por Isadora Cruz, Thomás Aquino, José de Abreu, Daniel de Oliveira, Alinne Moraes, Alexandre Nero, Irandhir Santos y Nathalia Dill.

## Elenco
- Isadora Cruz como Rosa Pellegrino
- Thomás Aquino como Josué Alencar
- José de Abreu como Elói
- Daniel de Oliveira como Idálio
- Alinne Moraes como Jânia
- Alexandre Nero como Miguel Ignácio
- Irandhir Santos como Arduino Alencar
- Nathalia Dill como Valiana
- Alanys Santos como Enedina
- Luiz Carlos Vasconcelos como Bosco
- Alice Carvalho como Otília
- Carla Salle como Soraia
- Heloísa Honein como Maura Weber
- Marcélia Cartaxo como Sra. Alencar
- Vitor Sampaio como Sabiá Alencar
- Theresa Fonseca como Aldezira
- Duda Santos como Guiomar
- Mayana Neiva como Linete
- Kaysar Dadour como Almir
- Ítalo Martins como Milagre Alencar
- Larissa Bocchino como Ivonete
- Begê Muniz como Antônio Ferraz
- Larissa Goes como Petúnia
- Márcio Vito como Natanael
- Diogo Tarré como Romualdo
- Dani Barros
- Gustavo Machado
- Renato Livera
- Romeu Benedicto como Tonhão
- Georgina Castro
- Pedro Wagner como Pente Fino
- Rafael Sieg
- Rodrigo Lelis como Padre Alencar
- Mateus Honori como Lucinio
- Kelner Macêdo
- Joao Fontenele como Arigó
- Suzy Lopes
- Amaurih Oliveira
- Tiago Homci
- Thommy Schiavo como Elmar
- Diego Homci
- Cadu Libonati como Vicente
- Ênio Cavalcante como Gasolina
- Luan Vieira como Bernardino
- Laíze Camara como Francisca
- Fátima Macedo
- Nicollas Paixão como Peixinho
- Nuno Queiroz como Malacabado

### Participaciones especiales
- Otávio Müller como Átila
- Tuca Andrada como Heleno